# 24. OMV ADAC Rallye Deutschland
Resultados do 24. OMV ADAC Rallye Deutschland.

## Classificação Final
| Pos | N.º  | Piloto Co-piloto                     | Nacionalidade                 | Carro                                               | Tempo               |
| --- | ---- | ------------------------------------ | ----------------------------- | --------------------------------------------------- | ------------------- |
| 1   | 1 M  | Sébastien Loeb Daniel Elena          | França · Mónaco               | Citroën Xsara WRC Citroën Total                     | 3:27.13,2 0         |
| 2   | 2 M  | François Duval Sven Smeets           | Bélgica · Bélgica             | Citroën Xsara WRC Citroën Total                     | 3:27.50,6 37,4      |
| 3   | 7 M  | Marcus Grönholm Timo Rautiainen      | Finlândia · Finlândia         | Peugeot 307 WRC Marlboro Peugeot Total              | 3:29.18,0 2.04,8    |
| 4   | 8 M  | Markko Märtin Michael Park           | Estónia · Reino Unido         | Peugeot 307 WRC Marlboro Peugeot Total              | 3:31.22,6 4.09,4    |
| 5   | 10 M | Gigi Galli Guido D'Amore             | Itália · Itália               | Mitsubishi Lancer WRC Mitsubishi Motors Motorsports | 3:32.16,8 5.03,6    |
| 6   | 4 M  | Roman Kresta Jan Tománek             | Chéquia · Chéquia             | Ford Focus WRC BP Ford World Rally Team             | 3:32.25,5 5.12,3    |
| 7   | 5 M  | Petter Solberg Phil Mills            | Noruega · Reino Unido         | Subaru Impreza WRC Subaru World Rally Team          | 3:35.01,3 7.48,1    |
| 8   | 6 M  | Stéphane Sarrazin Denis Giraudet     | França · França               | Subaru Impreza WRC Subaru World Rally Team          | 3:35.47,3 8.34,1    |
| 9   | 19   | Xavier Pons Carlos del Barrio        | Espanha · Espanha             | Citroën Xsara WRC OMV World Rally Team              | 3:36.22,4 9.09,2    |
| 10  | 9 M  | Harri Rovanperä Risto Pietiläinen    | Finlândia · Finlândia         | Mitsubishi Lancer WRC Mitsubishi Motors Motorsports | 3:36.24,8 9.11,6    |
| 11  | 15   | Chris Atkinson Glenn MacNeall        | Austrália · Austrália         | Subaru Impreza WRC Subaru World Rally Team          | 3:37.46,2 10.33,0   |
| 12  | 14   | Daniel Solà Xavier Amigo             | Espanha · Espanha             | Ford Focus WRC BP Ford World Rally Team             | 3:43.56,3 16.43,1   |
| 13  | 41 J | Daniel Sordo Marc Martí              | Espanha · Espanha             | Citroën C2 S1600                                    | 3:46.59,3 19.46,1   |
| 14  | 35 J | Kris Meeke Glenn Patterson           | Reino Unido · Reino Unido     | Citroën C2 S1600                                    | 3:48.24,2 21.11,0   |
| 15  | 32 J | Guy Wilks Phil Pugh                  | Reino Unido · Reino Unido     | Suzuki Swift S1600                                  | 3:50.53,9 23.40,7   |
| 16  | 31 J | Per-Gunnar Andersson Jonas Andersson | Suécia · Suécia               | Suzuki Swift S1600                                  | 3:51.44,1 24.30,9   |
| 17  | 3 M  | Toni Gardemeister Jakke Honkanen     | Finlândia · Finlândia         | Ford Focus WRC BP Ford World Rally Team             | 3:52.50,2 25.37,0   |
| 18  | 67   | Hermann Gaßner Karin Thannhäuser     | Alemanha · Alemanha           | Mitsubishi Lancer Evo 8                             | 3:53.06,9 25.53,7   |
| 19  | 33 J | Kosti Katajamäki Timo Alanne         | Finlândia · Finlândia         | Suzuki Ignis S1600                                  | 3:53.07,7 25.54,5   |
| 20  | 38 J | Luca Betti Giovanni Agnese           | Itália · Itália               | Renault Clio S1600                                  | 3:57.20,3 30.07,1   |
| 21  | 69   | Jari-Matti Latvala Miikka Anttila    | Finlândia · Finlândia         | Subaru Impreza WRX STI                              | 3:58.21,7 31.08,5   |
| 22  | 34 J | Mirco Baldacci Giovanni Bernacchini  | San Marino · Itália           | Fiat Punto S1600                                    | 3:59.03,8 31.50,6   |
| 23  | 42 J | Pavel Valoušek Pierangelo Scalvini   | Chéquia · Itália              | Suzuki Ignis S1600                                  | 4:00.41,8 33.28,6   |
| 24  | 39 J | Luca Cecchettini Massimo Daddoveri   | Itália · Itália               | Fiat Punto S1600                                    | 4:02.04,8 34.51,6   |
| 25  | 61   | Zsolt Kakuszi Csaba Kakuszi          | Hungria · Hungria             | Volkswagen Polo S1600 VW Maxx Rallye Team           | 4:07.34,6 40.21,4   |
| 26  | 80   | Enrique García Jordi Barrabès        | Espanha · Espanha             | Peugeot 206 RC                                      | 4:09.20,6 42.07,4   |
| 27  | 21   | Štepán Vojtech Michal Ernst          | Chéquia · Chéquia             | Peugeot 206 WRC OMV Rally Team                      | 4:09.45,1 42.31,9   |
| 28  | 78   | Rafael Martínez Rafael Marchena      | Espanha · Espanha             | Subaru Impreza WRX STI Al Andalus                   | 4:10.14,9 43.01,7   |
| 29R | 72   | Mike Steudten Thomas Fuchs           | Alemanha · Alemanha           | Mitsubishi Lancer Evo 8                             | 4:18.50,4 51.37,2   |
| 30  | 82   | Zsolt Pénzes János Zachár            | Hungria · Hungria             | Renault Clio RS Jo-Zi SE                            | 4:26.55,2 59.42,0   |
| 31R | 73   | Quirin Müller Peter Müller           | Alemanha · Áustria            | Mitsubishi Lancer Evo 8                             | 4:27.06,1 59.52,9   |
| 32R | 76   | Toto Wolff Gerald Pöschl             | Áustria · Áustria             | Mitsubishi Lancer Evo 8 MSV Litschau                | 4:30.55,1 1:03.41,9 |
| 33R | 70   | Jasper van den Heuvel Martine Kolman | Países Baixos · Países Baixos | Mitsubishi Lancer Evo 7                             | 4:38.22,1 1:11.08,9 |
| 34  | 77   | Henk Vossen Johan Findhammer         | Países Baixos · Países Baixos | Mitsubishi Lancer Evo 8                             | 4:40.34,8 1:13.21,6 |
| 35  | 83   | Glenn Larsen Tore Hellerud           | Noruega · Noruega             | Peugeot 306 GTI                                     | 4:43.19,4 1:16.06,2 |
| 36R | 81   | Lars Mysliwietz Klaus Bouillon       | Alemanha · Alemanha           | Honda Civic Type-R ADAC Saarland                    | 4:45.50,3 1:18.37,1 |
| 37R | 85   | Gianni di Noto Sebastian Glatzel     | Alemanha · Alemanha           | Suzuki Ignis Sport                                  | 5:01.49,6 1:34.36,4 |
| 38R | 86   | Adam Bezlapowicz René Ahnert         | Polónia · Alemanha            | Suzuki Ignis Sport                                  | 5:20.18,3 1:53.05,1 |

## Abandonos
| SS  | N.º  | Piloto Co-piloto                           | Nacionalidade          | Carro                                                | Classe          |  |
| --- | ---- | ------------------------------------------ | ---------------------- | ---------------------------------------------------- | --------------- |  |
| R8  | 11 M | Armin Schwarz Klaus Wicha                  | Alemanha · Alemanha    | Škoda Fabia WRC Škoda Motorsport                     | Motor           |  |
| R3  | 12 M | Alexandre Bengué Caroline Escudero         | França · França        | Škoda Fabia WRC Škoda Motorsport                     | Acidente        |  |
| R16 | 16   | Jan Kopecký Filip Schovánek                | Chéquia · Chéquia      | Škoda Fabia WRC Škoda Motorsport                     | Lost wheel      |  |
| R11 | 18   | Manfred Stohl Ilka Minor                   | Áustria · Áustria      | Citroën Xsara WRC OMV World Rally Team               | Acidente        |  |
| R11 | 20   | Nicolas Bernardi Jean-Marc Fortin          | França · Bélgica       | Peugeot 206 WRC Équipe de France FFSA                | Mechanical      |  |
| R6  | 36 J | Urmo Aava Kuldar Sikk                      | Estónia · Estónia      | Suzuki Ignis S1600                                   | Acidente damage |  |
| R1  | 37 J | Alan Scorcioni Toni Moreno                 | Itália · Itália        | Fiat Punto S1600                                     | Withdrawn       |  |
| R8  | 40 J | Conrad Rautenbach Carl Williamson          | Zimbabwe · Reino Unido | Citroën C2 S1600                                     | Acidente        |  |
| R11 | 43 J | Martin Prokop Petr Gross                   | Chéquia · Chéquia      | Suzuki Ignis S1600                                   | Brakes          |  |
| R14 | 62   | Sándor Ollé Balázs Kerék                   | Hungria · Hungria      | Suzuki Ignis S1600                                   |                 |  |
| R8  | 63   | Bernd Casier Frédéric Miclotte             | Bélgica · Bélgica      | Peugeot 206 XS S1600 Peugeot Team Belgium Luxembourg |                 |  |
| R14 | 65   | Aaron Burkart Kevin Zemanik                | Alemanha · Alemanha    | Citroën Saxo VTS S1600 Deutsches Junior Rallye Team  |                 |  |
| R16 | 66   | Markus Fahrner Michael Wenzel              | Alemanha · Alemanha    | Opel Corsa S1600 Deutsches Junior Rallye Team        | Gearbox         |  |
| R14 | 71   | Andreas Aigner Timo Gottschalk             | Áustria · Alemanha     | Mitsubishi Lancer Evo 8                              | Acidente        |  |
| R5  | 74   | Ronny Amm Sandra Bufe                      | Alemanha · Alemanha    | Mitsubishi Lancer Evo 6                              |                 |  |
| R15 | 75   | Beppo Harrach Andreas Schindlbacher        | Áustria · Áustria      | Mitsubishi Lancer Evo 8                              | Differential    |  |
| R8  | 79   | Josef Semerád Bohuslav Ceplecha            | Chéquia · Chéquia      | Mitsubishi Lancer Evo 7                              |                 |  |
| R11 | 84   | Stefan Schneppenheim Hans-Joachim Grimberg | Alemanha · Alemanha    | Suzuki Ignis Sport                                   | Acidente        |  |
| R13 | 88   | Jürgen Hohlheimer Wilfried Kippe           | Alemanha · Alemanha    | Fiat Seicento Sporting ADAC Nordbayern               | Gearbox         |  |